# Гил-галад
Гил-Галад или Лъчезарна звезда, име с което е известен Фингоновият син Ерейнион. След смъртта на Тургон той става последният върховен крал на Нолдорите в Средната Земя и остава в Линдон след края на Първата епоха. Заедно с Елендил ръководи Последния съюз на елфи и хора, при което двамата загиват в схватка със Саурон.